# Catedral del Sagrado Corazón (Cantón)
La Catedral del Sagrado Corazón de Jesús (en chino: 耶穌聖心主教座堂) también conocida como la Casa de Piedra (en chino: 石室) por los lugareños, es una catedral católica en Cantón, China. Es la sede del arzobispo de la arquidiócesis de Cantón. La catedral se encuentra en la vía 56 Yide (o vía Yat Tak), de Cantón. Está en la orilla norte del río Perla y se sitúa en el corazón del casco antiguo.
El sitio que ocupa la catedral era originalmente la residencia del virrey de las provincias de Guangdong y Guangxi (兩廣 總督) en la dinastía Qing.
Sobre la base de los términos de un edicto imperial emitido por el Emperador Daoguang en febrero de 1846, que prometió una indemnización para las iglesias destruidas y propiedades tomadas de la misión, las Misiones de la "Société des Etrangères de París" obtuvieron el sitio mediante la firma de un acuerdo con el gobierno Qing el 25 de enero de 1861.
La construcción de las fundaciones comenzó el 28 de junio de 1861, en la fiesta del Sagrado Corazón, y concluyó en 1863. El 8 de diciembre, el día en que los católicos celebran la fiesta de la Inmaculada Concepción.

## Galería

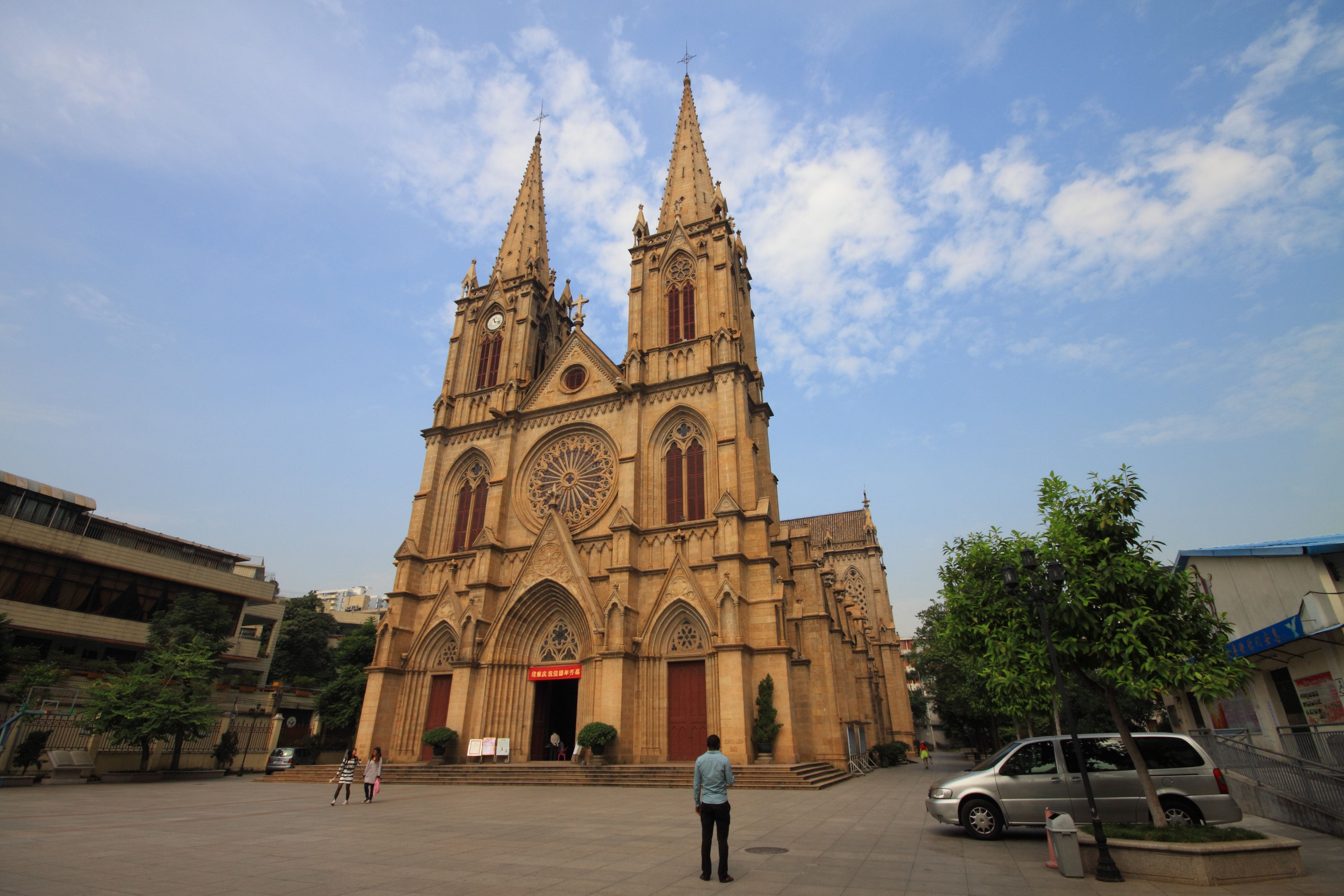
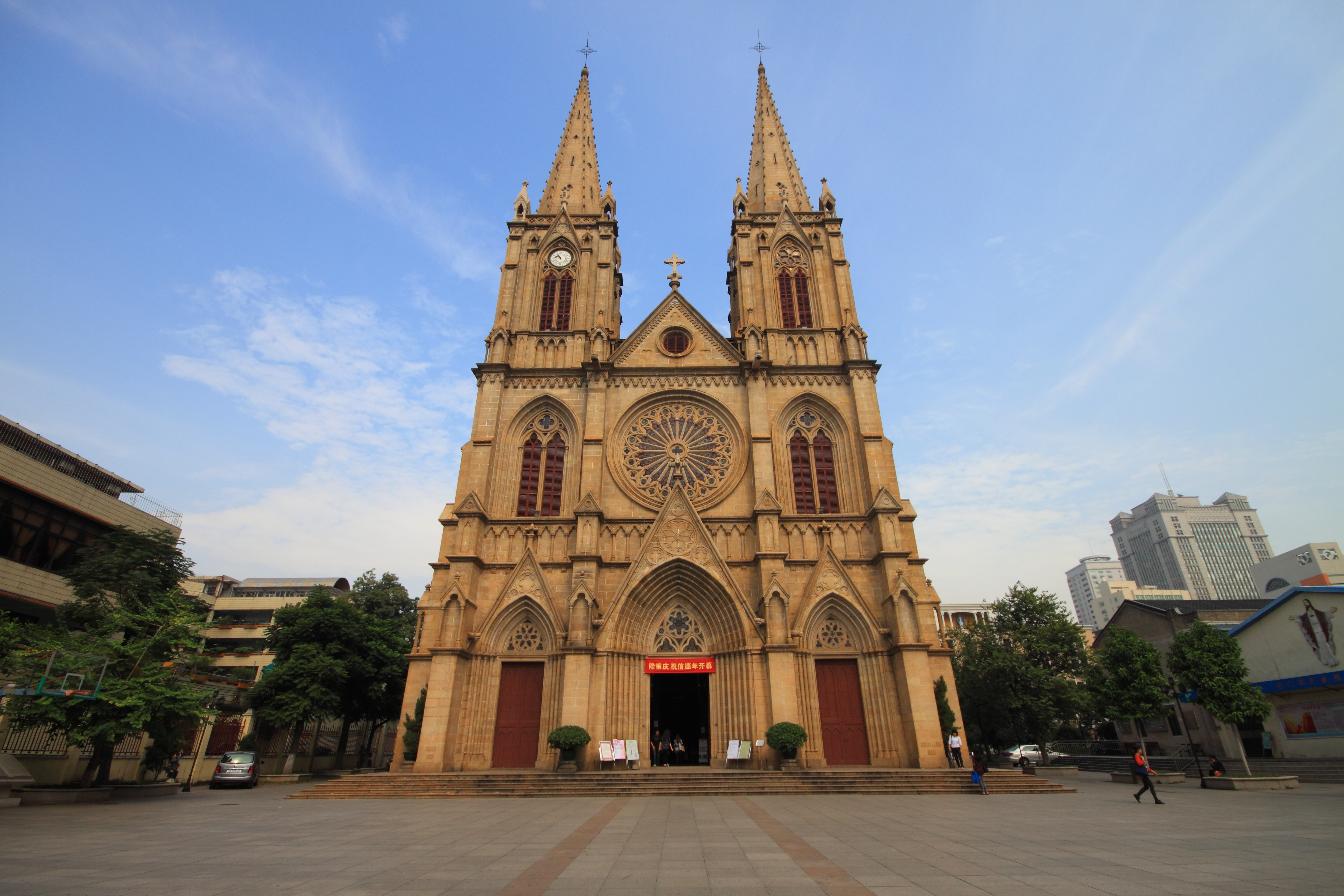
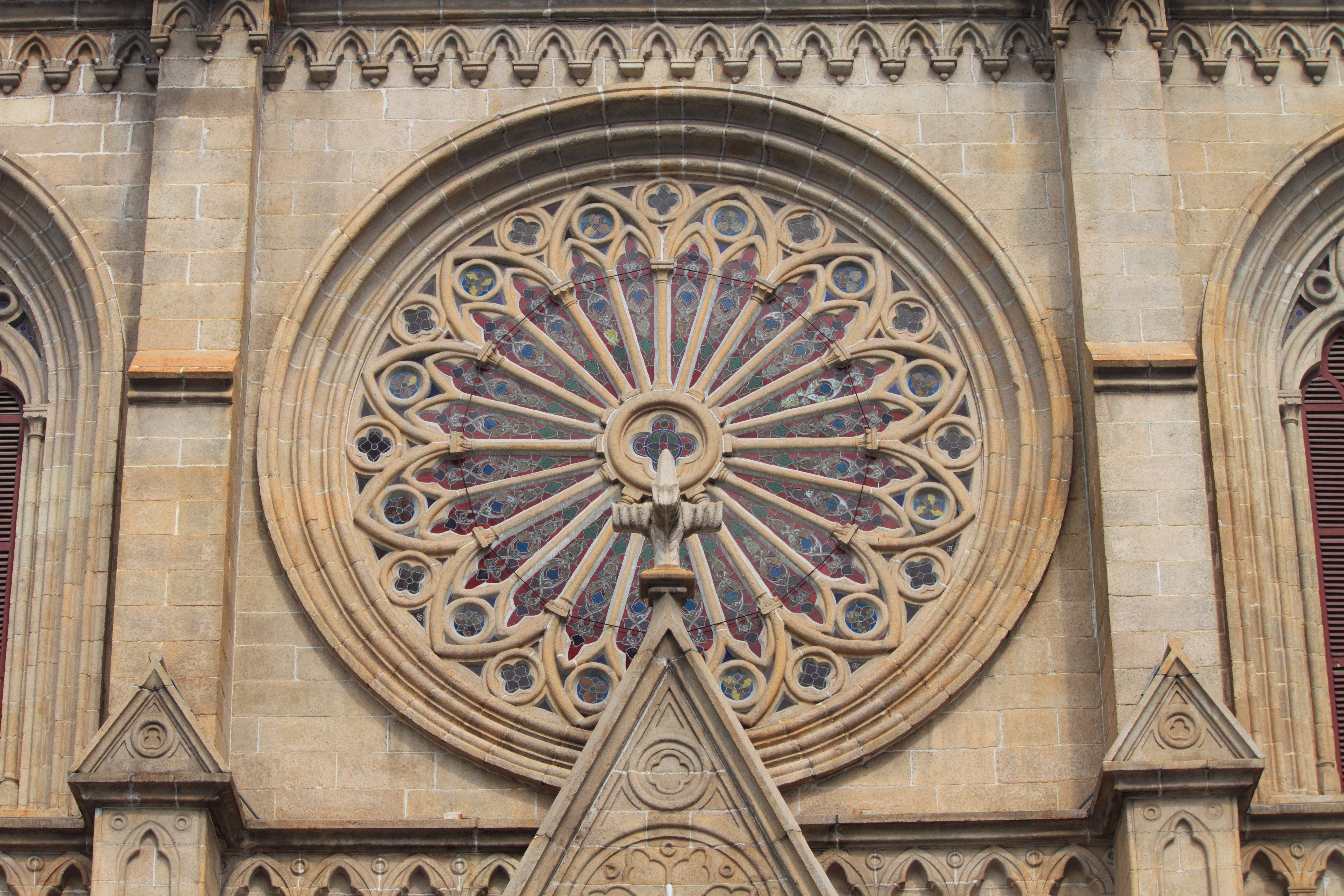
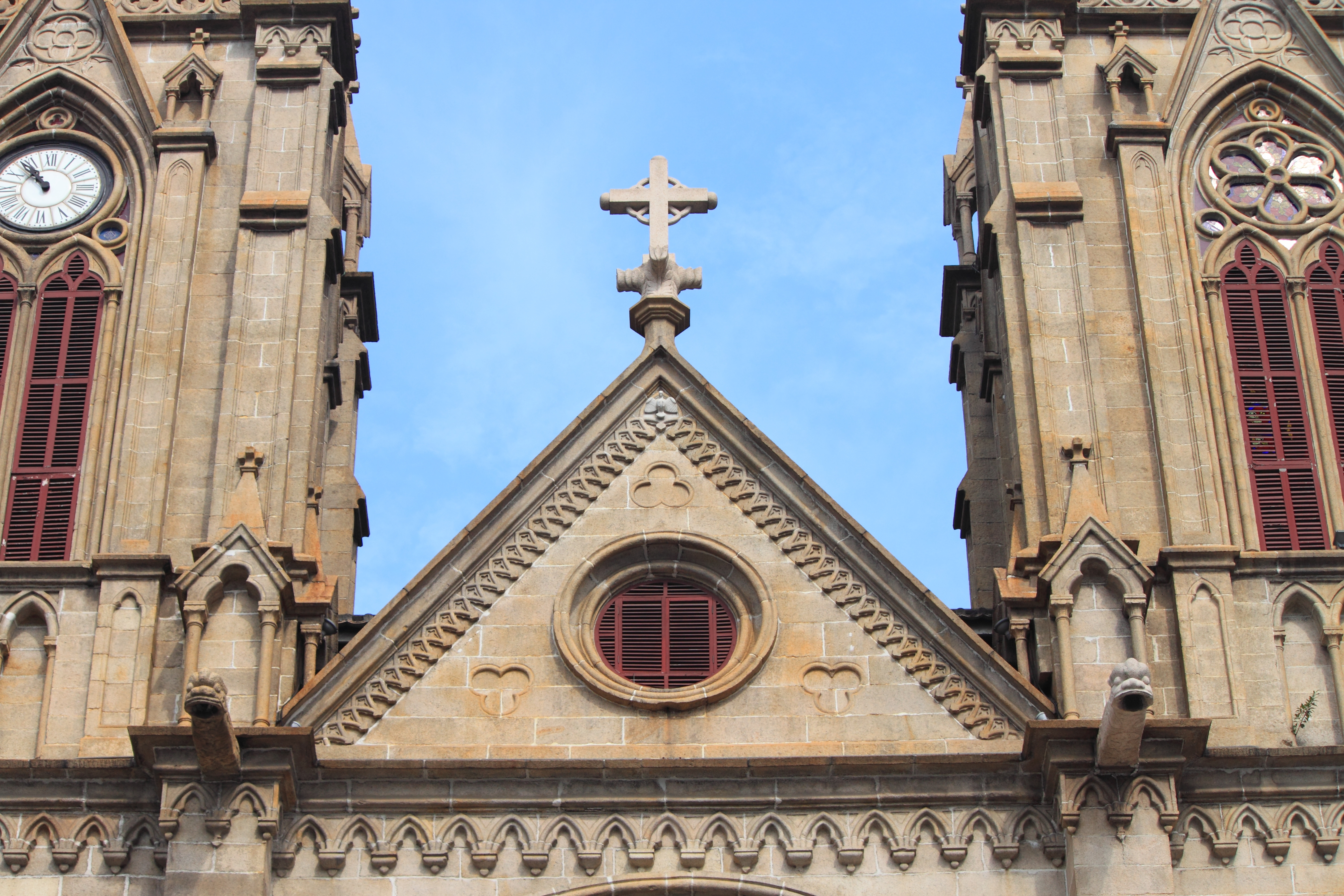
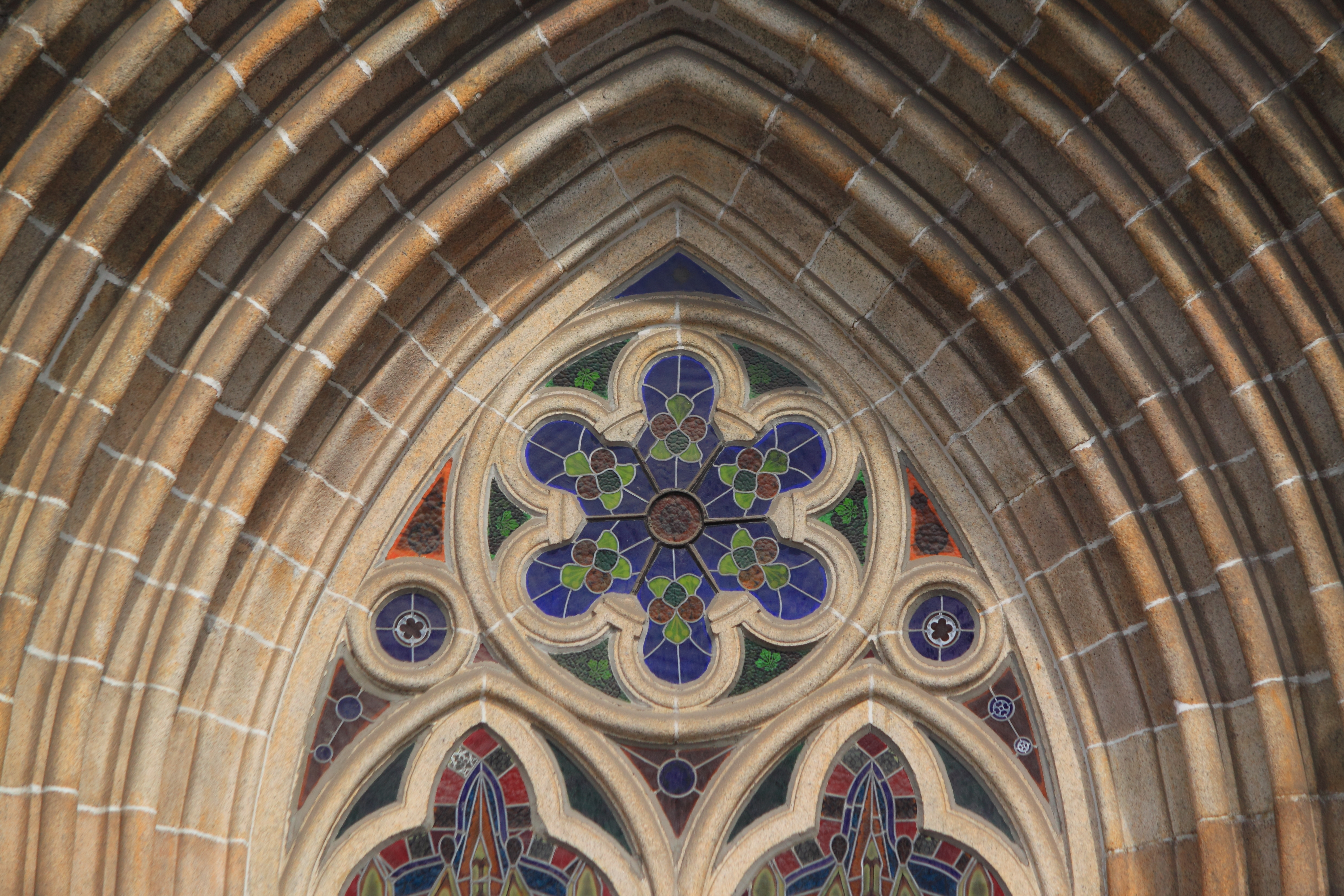
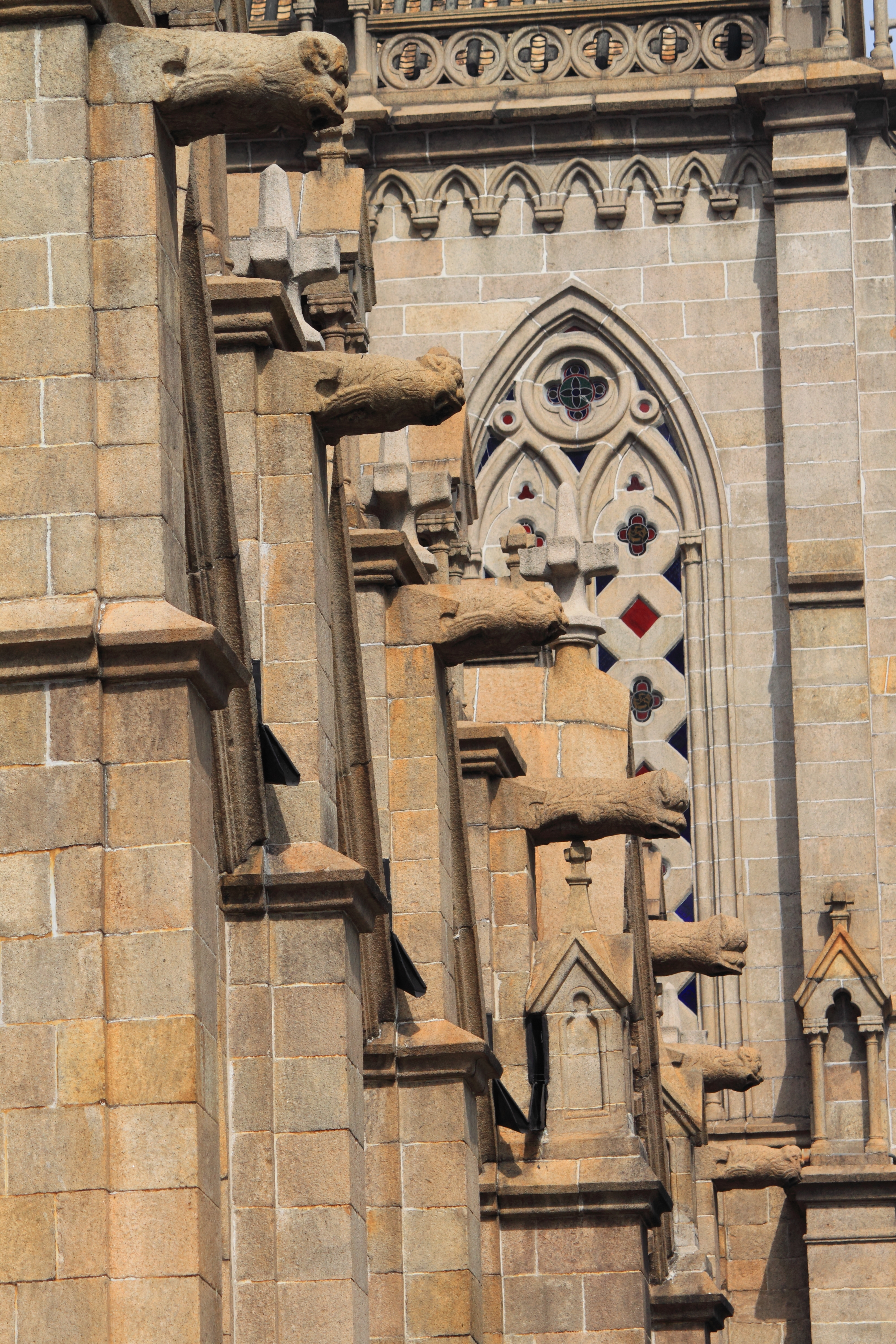
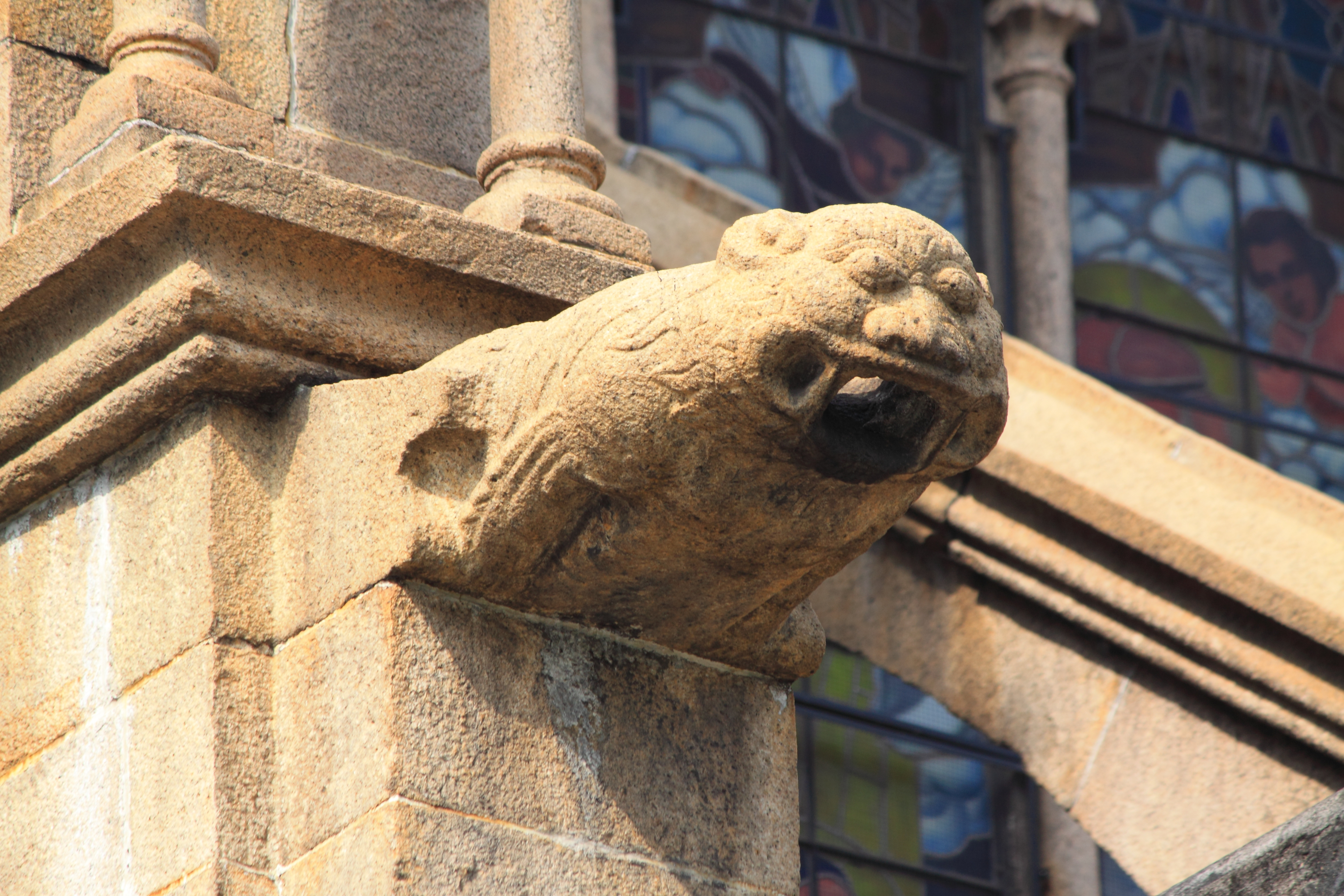
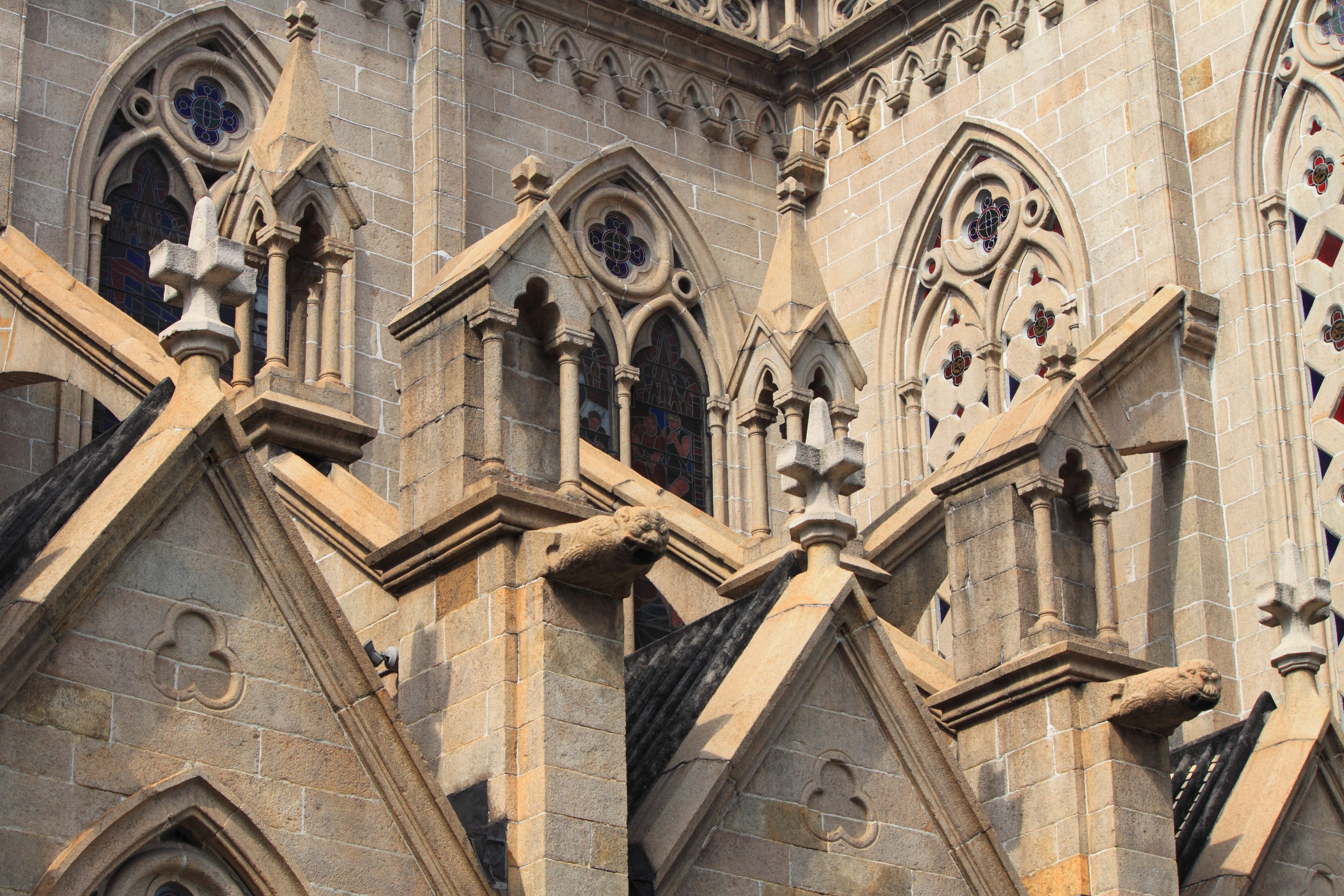
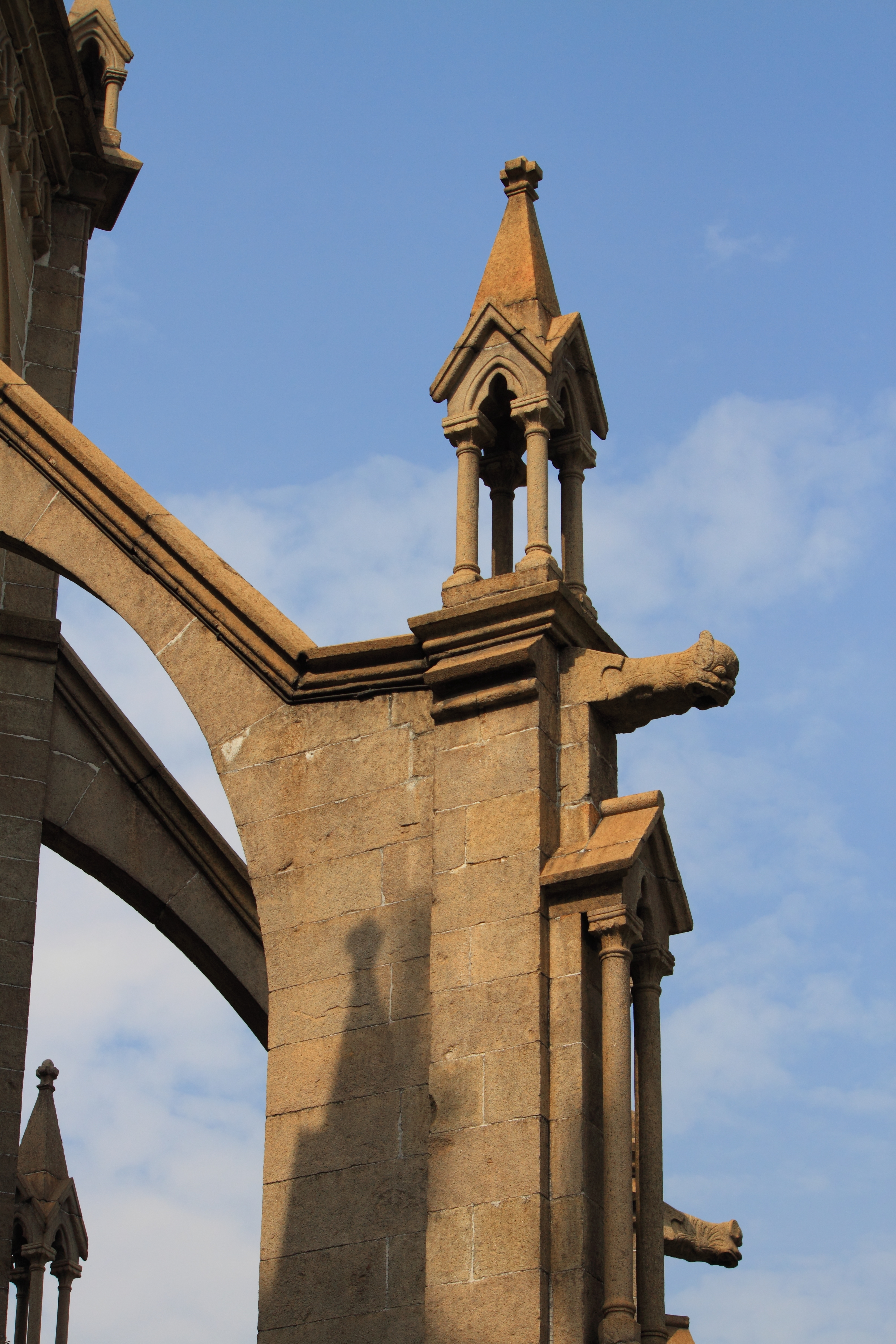
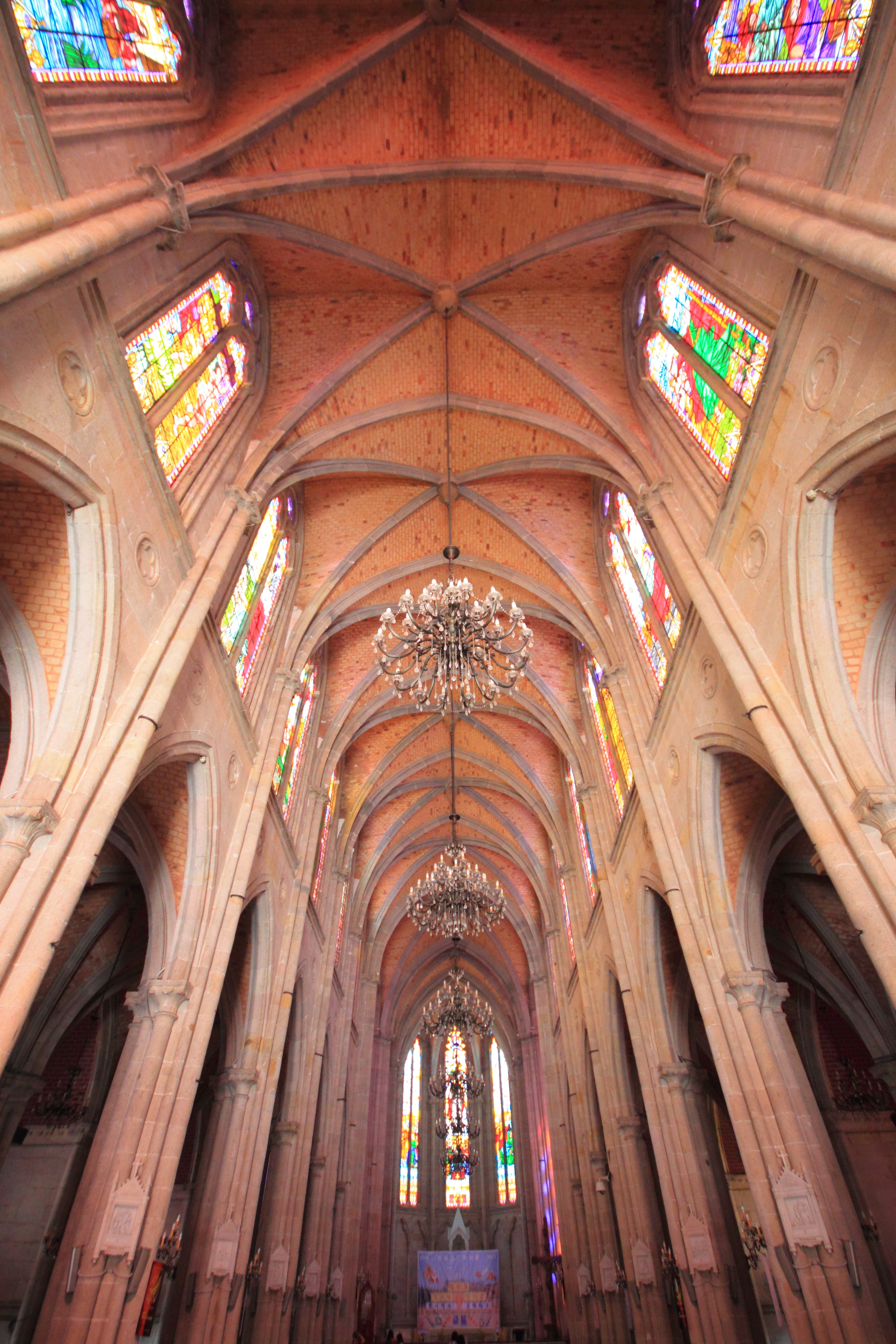
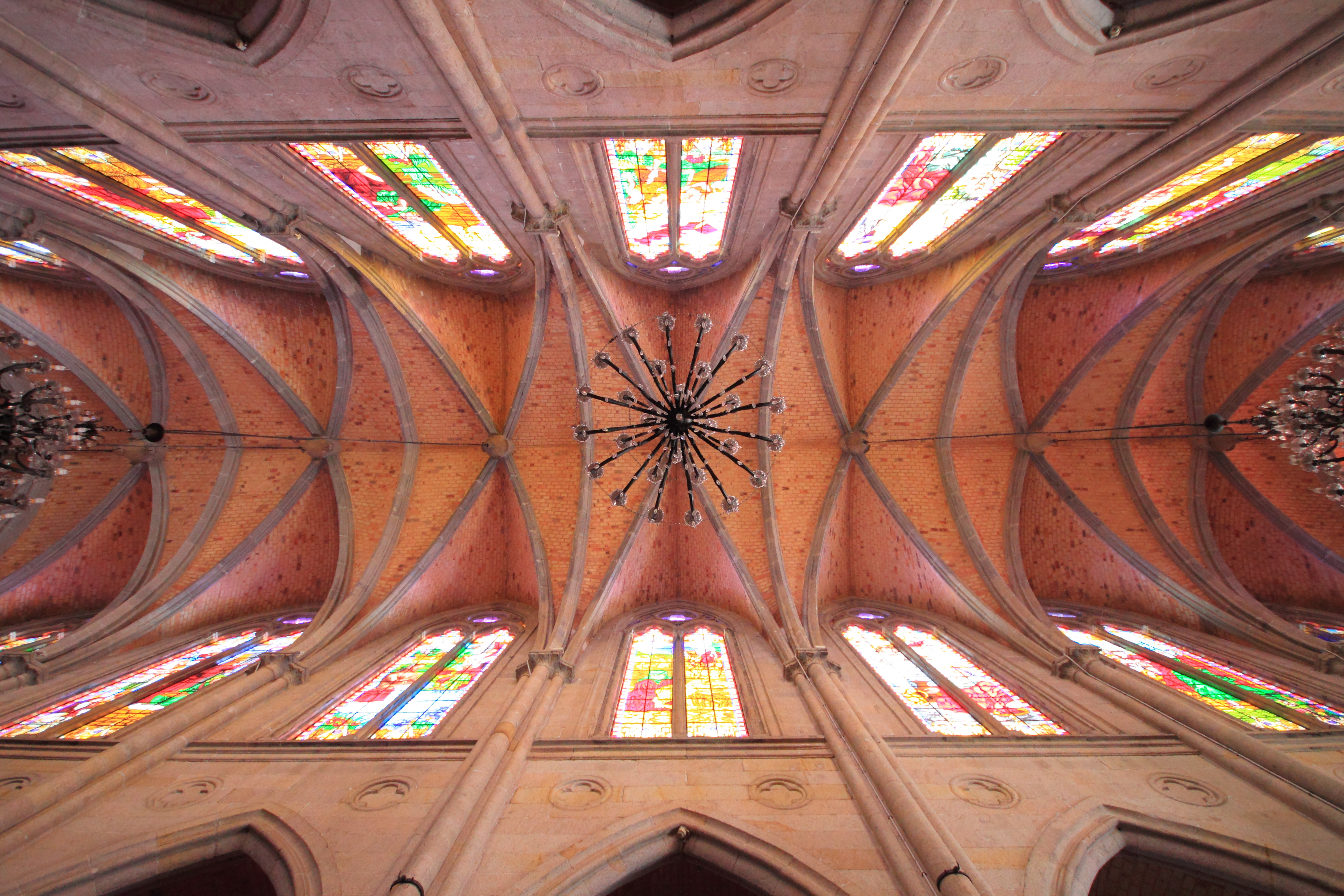
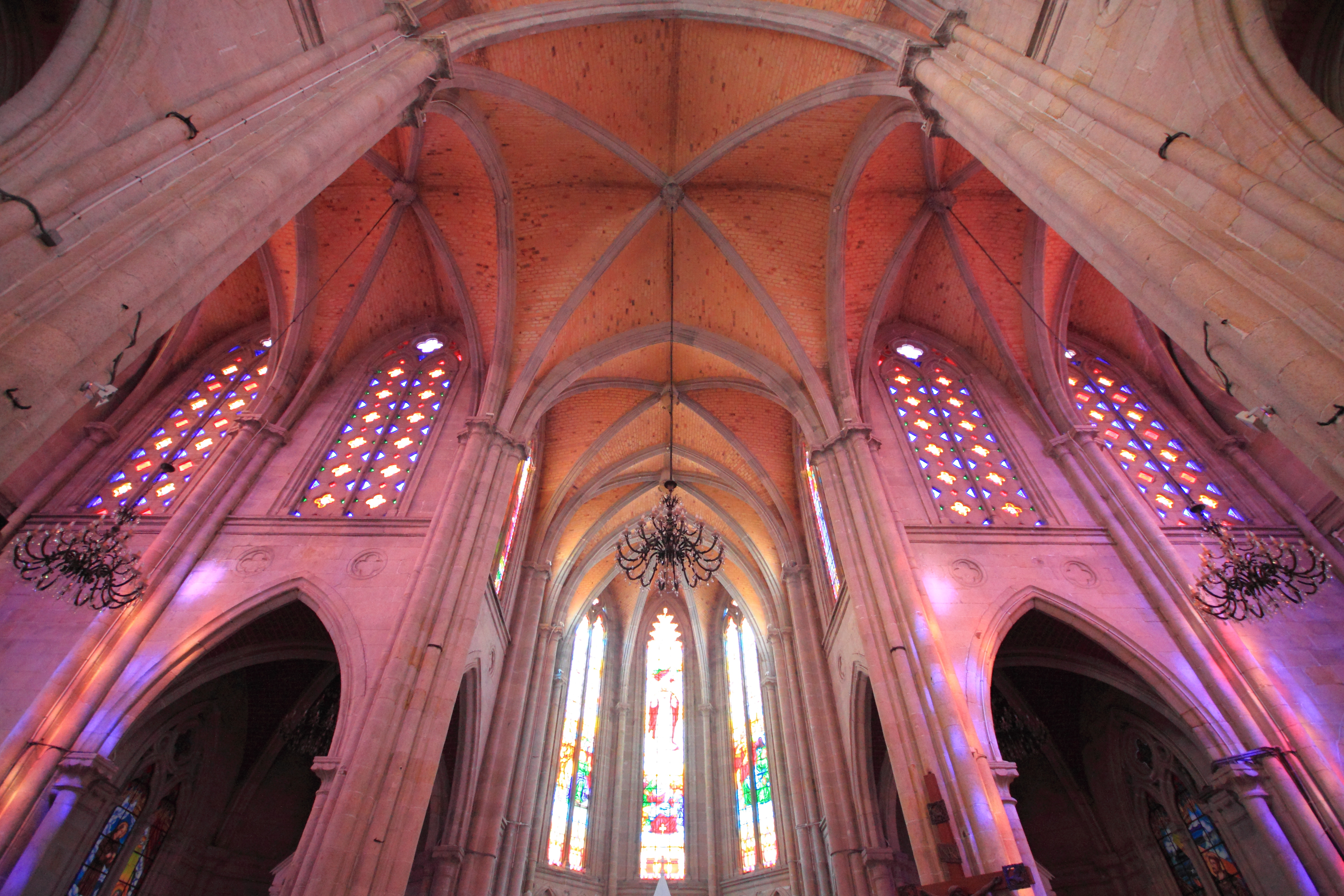
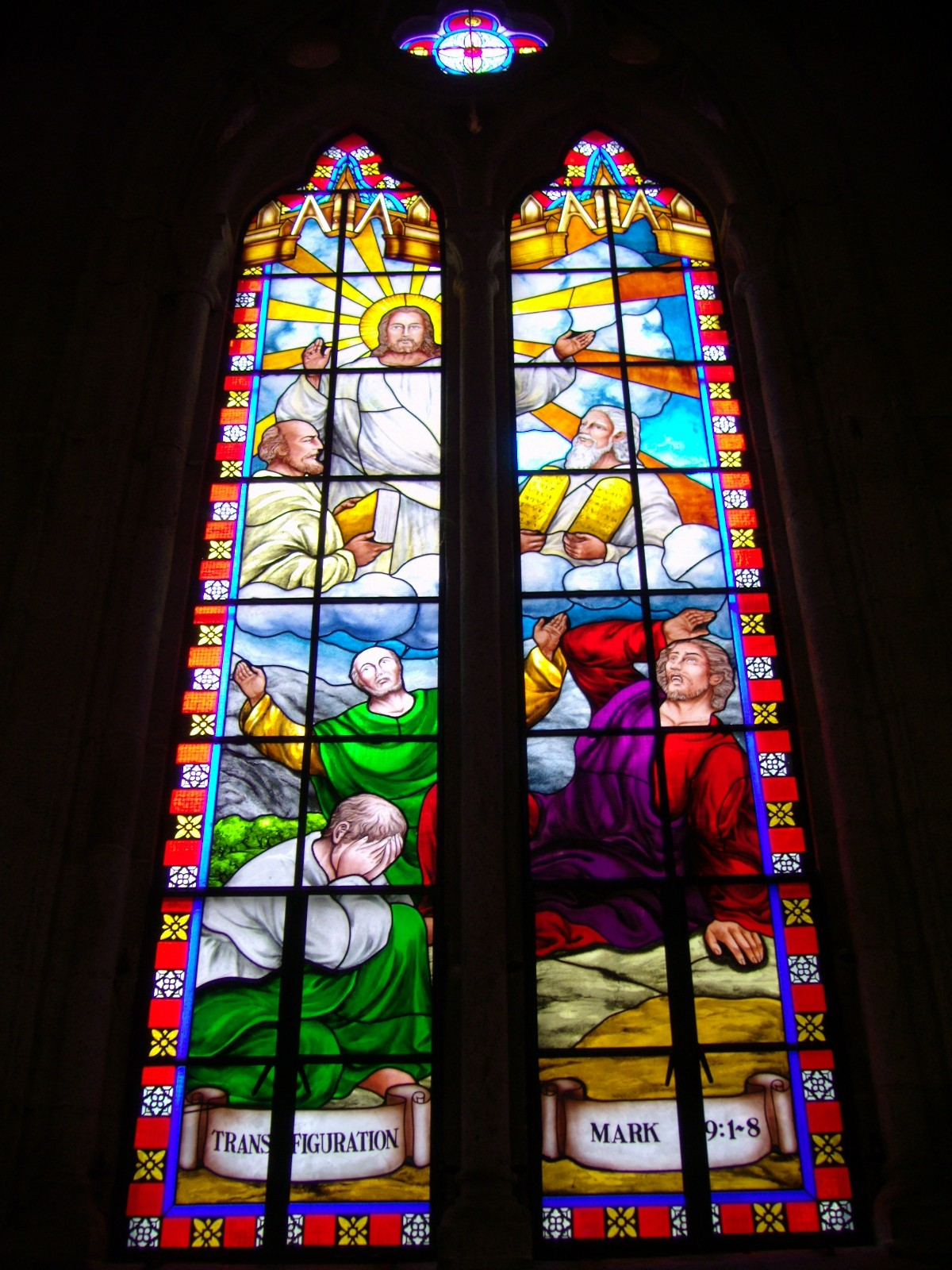
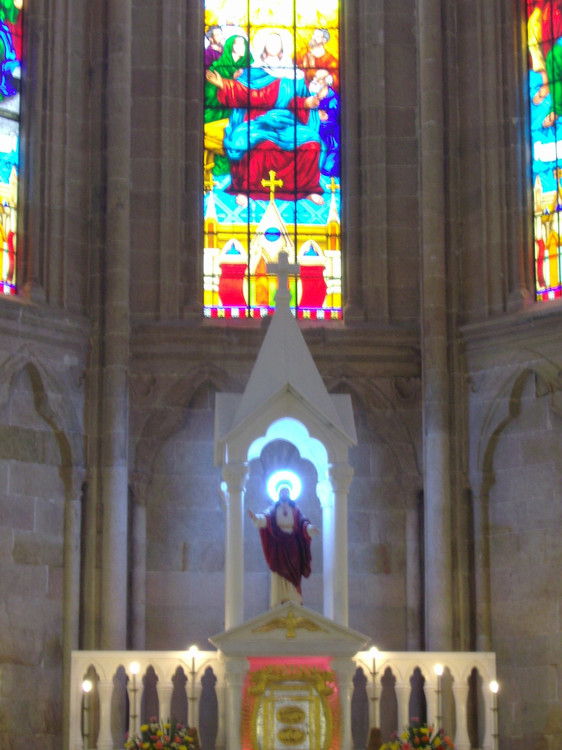
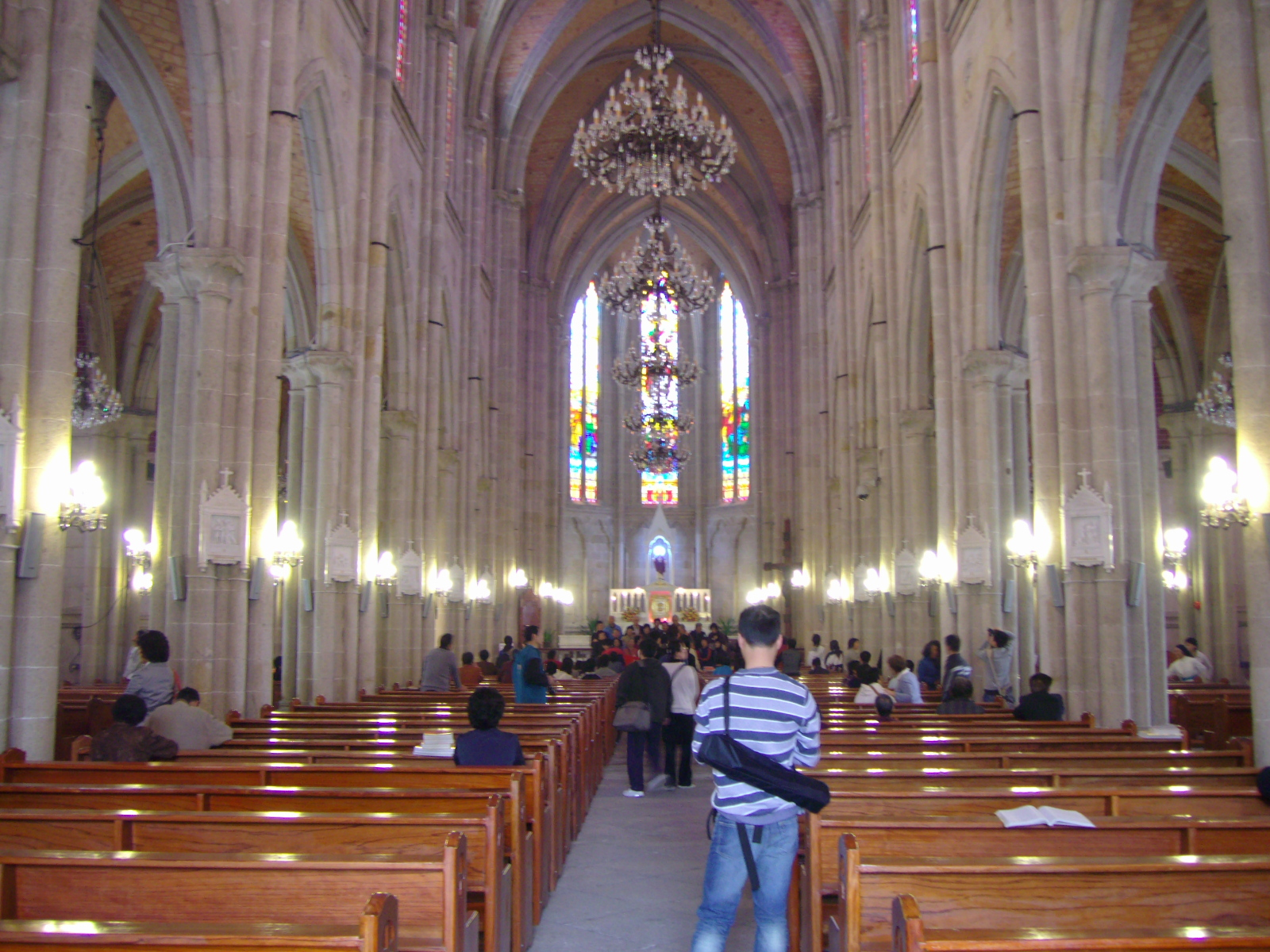